# Donnie Elbert
Donnie Elbert (New Orleans, 25 mei 1936 - Philadelphia, 26 januari 1989) was een Amerikaanse soulzanger en songwriter.

## Carrière
Elberts familie verhuisde naar Buffalo toe hij drie jaar was. Hij leerde als kind gitaar en piano spelen en vormde in 1955 de doowopgroep The Vibraharps met zijn vriend Danny Cannon. Elbert trad op als gitarist, songwriter, arrangeur en achtergrondzanger van de groep en maakte zijn opnamedebuut met de single Walk Beside Me. Hij verliet de groep in 1957 voor een solocarrière en nam een demonstratieplaat op, dat hem een platencontract opleverde bij DeLuxe Records, een dochterbedrijf van King Records. Zijn solodebuut What Can I Do? plaatste zich in de r&b-hitlijst (#12) en werd opgevolgd door het minder succesvolle Believe It or Not en Have I Sinned?, dat een regionale hit werd in Pittsburgh.
Hij ging verder met het uitbrengen van singles bij DeLuxe, maar met minimaal commercieel succes. Hij speelde ook in het New Yorkse Apollo Theater en toerde langs het Afro-Amerikaans nachtclubcircuit. Na het afwerken van het album The Sensational Donnie Elbert Sings verliet hij in 1959 DeLuxe Records en wisselde hij eerst naar Red Top Records, waar hij in 1960 Someday (You'll Want Me to Want You) opnam en daarna naar Vee-Jay Records, waar hij een andere regionale hit had met Will You Ever Be Mine?, waarvan meer dan 250.000 exemplaren werden verkocht in het gebied rond Philadelphia, maar niet landelijk. Zijn carrière werd onderbroken door zijn diensttijd in het leger, waar hij werd ontslagen in 1961. Daarna nam hij singles op voor meerdere labels, waaronder Parkway Records, Cub Records en Checker Records, echter met weinig succes. Hoe dan ook, ondanks dat de bij Gateway Records in 1965 uitgebrachte single A Little Piece of Leather de hitlijst niet haalde, werd de song een pophit (#27) toen deze in 1972 werd uitgebracht bij het Londense label en een Northern soul-favoriet werd.
Elbert verkaste naar het Verenigd Koninkrijk in 1966, waar hij trouwde. Daar nam hij In Between The Heartaches op voor Polydor Records in 1968, een coverversie van de hit Where Did Our Love Go? van The Supremes en het album Tribute to a King met Otis Redding-coverversies. Zijn in 1969 uitgebrachte Without You bij Deram Records had een rocksteady-ritme en bereikte de top van de Jamaicaanse hitlijst.
Hij ging in hetzelfde jaar terug naar de Verenigde Staten en had daar na een decennium zijn eerste hit met Can't Get Over Losing You bij Rare Bullet Records, dat de Billboard Hot 100 (#26) haalde. Het nummer en de B-kant Got To Get Myself Together werden diverse keren uitgebracht bij verschillende labels in de erop volgende jaren. Na het succes van de plaat, wisselde Elbert van label voor een nieuwe versie van Where Did Our Love Go? (1964) van The Supremes bij All Platinum. Het werd zijn grootste hit in de Billboard pop- (#15) en de r&b-hitlijst (#6). In het Verenigd Koninkrijk haalde de single in 1972 ook de hitlijst (#8). De opvolger Sweet Baby haalde de r&b-hitlijst (#30) in 1972.
Elbert tekende daarna bij Avco-Embassy, waar hij de opnamestudio binnen ging met het succesvolle productieteam van Hugo & Luigi. Zijn coverversie van I Can't Help Myself van The Four Tops bereikte de Billboard r&b-hitlijst (#14) en de alternatieve Cashbox r&b-hitlijst (#2).
Hij ging terug naar All Platinum en had een reeks kleine r&b-hits, maar verliet het label na een meningsverschil over het geclaimde auteurschap van de r&b-topper Shame Shame Shame van Shirley & Company, dat was toegeschreven aan labeleigenaar Sylvia Robinson. Elbert was ook betrokken in een copyright-ruzie over de belangrijke r&b-pophit Open the Door to Your Heart (1966) van Darrell Banks. Hij had oorspronkelijk de song geschreven als Baby Walk Right In en gaf deze aan Banks, maar kreeg geen schrijversvermelding op de originele plaat. Uiteindelijk werd de kwestie opgelost door BMI met een onbevredigende positie bij BMI en is een van meer dan 100 songs geschreven door Elbert.
Voor You Keep Me Crying (With Your Lying) (1975) richtte Elbert zijn eigen label op en I Got to Get Myself Together verscheen op een afdruk met zijn achternaam, maar het was een van zijn laatste opnamen. Midden jaren 1980 stopte Elbert met optreden en werd hij directeur van A&R voor Polygrams Canadese onderdeel.

## Overlijden
Donnie Elbert kreeg een zware beroerte en overleed 26 januari 1989 op 52-jarige leeftijd.

## Discografie

### Singles
- 1957:	What Can I Do
- 1970:	Can't Get Over Losing You
- 1971:	Where Did Our Love Go
- 1972:	Sweet Baby
- 1972: I Can't Help Myself (Sugar Pie Honey Bunch)
- 1972: If I Can't Have You
- 1972: Little Piece of Leather (heruitgave)
- 1973:	This Feeling of Losing You
- 1974:	Love Is Strange
- 1977:	What Do You Do

### Albums
- 1959: The Sensational Donnie Elbert Sings (King)
- 1968: Tribute to a King
- 1971: Where Did Our Love Go? (All Platinum Records)
- 1971: Have I Sinned? (Deluxe)
- 1972: Stop in the Name of Love (Trip)
- 1972: A Little Bit of Leather
- 1973: Roots of Donnie Elbert (Ember)
- 1977: Dancin' the Night Away (All Platinum)

- Bibliothèque nationale de France: cb13945876m (data)
- International Standard Name Identifier: 0000 0000 5515 3638
- Library of Congress Control Number: n95079424
- MusicBrainz: 376864c3-a9b5-4789-91a0-562f1176a05c
- Nationale Bibliotheek van Tsjechië: xx0064206
- Virtual International Authority File: 2661965
- WorldCat: E39PBJwX7cT6cQD6Bf7c4qV6Kd